# 金子貴志
金子 貴志（かねこ たかし、1975年9月5日 - ）は愛知県豊橋市出身の競輪選手、自転車競技選手。旧日本競輪学校第75期生。日本競輪選手会・愛知支部所属。選手登録番号12972。師匠は樋口和夫（33期）。深谷知広は高校の後輩であり弟子。ホームバンクは豊橋競輪場。

## 来歴
小学生時代は剣道、中学生時代は野球に取り組んでいた。
桜丘高等学校2年の終盤に陸上競技から自転車競技に転向し、卒業後は旧日本競輪学校に第75期生として入学する。
1995年4月8日、岐阜競輪場でデビューし9着。トップクラスの選手として確立するのに時間がかかったが、2002年の競輪祭で決勝進出（6着）を果たすと、2004年4月に佐世保競輪場で開催されたふるさとダービー決勝では、逃げる井上昌己をバックストレッチから捲りきって優勝し、初めてGIIのタイトルを獲得した。
その後、下記のように自転車競技でのアテネ五輪出場を逃したことを契機に、競輪選手のトレーニングとしては珍しい、高地トレーニングを取り入れるなどして、なおかつ肉体改造にも努めた結果、2005年のシーズンは選手生活のピークを迎えた。9月に名古屋競輪場で開催されたオールスター競輪決勝では、ホームから果敢に逃げて、神山雄一郎に続いて2着。この他同年のふるさとダービー（豊橋）、共同通信社杯（松山）、全日本選抜競輪（岸和田）でも決勝進出を果たした。
2008年には、京王閣競輪場で行われたワールドグランプリで、永井清史の番手から抜け出し勝利している。
その後の特別競輪において長い間決勝進出から遠ざかっていたが、2013年の寬仁親王牌決勝において弟子の深谷知広と同乗し番手を得て臨み、飯嶋則之に番手を狙われたため打鐘では深谷の仕掛けに離れたものの、持ち前のダッシュ力で最終バックで追いつき番手を確保すると、最後まで後方の仕掛けをしのいで直線追い込み、デビューから18年3ヶ月で悲願の特別競輪初優勝を果たし、GIの決勝で深谷との師弟コンビワンツーも実現させた。さらに同年の競輪祭の決勝でも深谷と同乗し、ここでも最後の直線で逃げた深谷を追い込み年間GI2勝目を再びワンツーで決めている。さらにKEIRINグランプリ2013でも深谷の番手からラストスパートを決めて優勝、自身初のグランプリ制覇を飾る（20人目の覇者）と共に、初の年間賞金王獲得と2014年のS級S班格付けを果たした。
2018年9月17日、第34回共同通信社杯競輪（高知競輪場）第4日目第2レース（S級一般競走）において1着となり、通算29人目となる通算500勝を達成。
2019年5月25日、全日本プロ選手権自転車競技大会記念競輪初日第9レース（特選）での2着で、通算取得賞金額が1,000,306,088円となり10億円を突破した。通算取得賞金額10億円達成は通算32人目、現役選手では18人目の快挙。
その後、腰痛の悪化に伴い成績は低迷し、2023年上半期よりS級2班に降班、2024年下半期にはA級へ降級となった。

## 自転車競技での戦績
競輪選手となってからは競輪のみならず自転車競技のトラックレースでも活躍の場を広げ、2002年に韓国の釜山で開催されたアジア競技大会では、個人、チーム（神山雄一郎、渡邉晴智とともに）の両スプリント種目を制覇した。
2002年には全日本自転車競技選手権大会個人スプリントで優勝し、同年の世界自転車選手権（シュトゥットガルト）の個人スプリントでは8位に入った。
2004年のトラックワールドカップ・シドニー大会個人スプリントでは3位に入り、同年開催のアテネオリンピック出場への夢も膨らんだ。しかしメルボルンで開催された世界自転車選手権の個人スプリントでは本選にすら進めず、ここでアテネオリンピック出場の夢は絶たれた。
しかし2005年11月開催のワールドカップ・モスクワ大会個人スプリントでは、再び3位入賞を果たすと、2006年開催のワールドカップ・シドニー大会のチームスプリントでも3位入賞に貢献。だが同年4月開催の世界選手権（ボルドー）では、個人、チームの両スプリント種目に出場するものの、いずれも成績は振るわず、自身が目標としていた北京オリンピック出場の夢も絶たれている。
中部地区プロ自転車競技大会では2013年までに、スプリントで13年連続14度制覇している。その後もスプリントは連覇を続けたが、2020年11月11日、岐阜競輪場で行われた決勝にて初参加の山口拳矢に敗れ連覇記録は19で止まった。

## 主な獲得タイトル
- 2013年 - 寬仁親王牌・世界選手権記念トーナメント（弥彦競輪場）・朝日新聞社杯競輪祭（小倉競輪場）・KEIRINグランプリ2013（立川競輪場）
- 年間賞金王1回 - 2013年
  - なお2013年12月にGI・GPを優勝し月間で1億2600万円強の賞金を獲得しているが、これは2005年の加藤慎平に次ぐ記録となる。

## 競走スタイル
ダッ シュ力においては定評があり、全盛期には加速を生かした先行や捲りなどの戦法で活躍していた。ただ持久力に弱点があり全速力をどれだけ維持できるかが成績の鍵となっていたが、大ギアが流行した際、それに適応させて持久力を維持したまま走ることが可能になり、優勝したグランプリとGIはいずれも4.33のギアで追い込んだ。